# Night Eternal
Night Eternal es el décimo álbum de la banda portuguesa Moonspell, que fue publicado el 19 de mayo de 2008.

## Listado de canciones
1. At Tragic Heights – 6:51
2. Night Eternal – 4:09
3. Shadow Sun – 4:24
4. Scorpion Flower – 4:33 (feat. Anneke van Giersbergen)
5. Moon in Mercury – 4:22
6. Hers Is the Twilight – 4:53
7. Dreamless (Lucifer and Lilith) – 5:16
8. Spring of Rage – 4:04
9. First Light – 5:43

Pistas extras para ediciones limitadas:
1. Age of Mothers – 5:42
2. Earth of Mine – 5:25
3. Unhearted – 4:25
4. Scorpion Flower (Dark Lush Cut) by Orchestra Mortua – 4:36
5. Scorpion Flower (The Feeble Cut) by [F.E.V.E.R] – 3:57

En el tema Scorpion Flower participa la exintegrante de The Gathering, y ahora en el grupo Agua de Annique, Anneke van Giersbergen.
- Datos: Q2596548